# Jestřabí
Jestřabí – gmina w Czechach, w powiecie Zlín, w kraju zlińskim. Według danych z dnia 1 stycznia 2012 liczyła 300 mieszkańców.